# Berlinghiero Gessi
Berlinghiero o Berlingerio Gessi (Bologna, 14 ottobre 1564 – Roma, 6 aprile 1639) è stato un cardinale e vescovo cattolico italiano.
Fu vescovo di Rimini dal 1606 al 1619.

## Biografia
Gessi nacque a Bologna il 14 ottobre 1564, figlio di Giulio Cesare Gessi, dottore in filosofia e medicina, e Valeria Segni. Era un parente di Papa Gregorio XIII. Ha studiato presso l'Università di Bologna, dove si laureò nel 1583 (all'età di 20 anni) con un dottorato in utroque iure. Successivamente si recò a Roma per aiutare suo zio, che era sindaco della Sacra Romana Rota, alla pratica legale. Tornò a Bologna nel 1589 per assumere una posizione come professore di diritto alla sua alma mater.
Nel 1590, Gessi si recò a Roma per diventare vicario generale a sostegno di un altro zio, l'allora vescovo di Rieti. Successivamente ha lavorato come vicario generale di Benevento, vicario generale della sua nativa Bologna nel 1591 e poi prevosto del capitolo della cattedrale di quella stessa città l'anno successivo.
Nel 1594 tornò a Roma e fu nominato referendario dei Tribunali della Segnatura Apostolica di Giustizia e di Grazia e un segretario della Sacra Consulta. Nel 1599 fu nominato luogotenente civile al cardinale Girolamo Rusticucci, il vicario generale di Roma e vice-reggente di Roma negli anni tra il 1600 e il 1607.
Il 13 novembre 1606 Gessi fu eletto vescovo di Rimini e fu consacrato sei giorni più tardi nella Cappella Sistina da Antonio Sauli, che era anche un alunno dell'Università di Bologna. L'anno successivo fu nominato nunzio a Venezia, incarico che ha mantenuto fino al 1618. Durante il suo mandato come nunzio, i rapporti tra Roma e Venezia erano tesi. Gessi ha consigliato un approccio prudente verso questioni di particolare rilevanza ai veneziani, come la distribuzione dei benefici. Gli avvisi sono stati ascoltati e il rapporto proseguì senza grandi conflitti.
Nel 1618 fu nominato governatore di Roma stessa, ma nel 1619 a seguito di una grave gotta fu costretto a dimettersi sua diocesi. Nel 1621 è stato infine confermato come governatore, una posizione che ha poi mantenuto fino al 1623.
Il 28 giugno 1623, morì di epilessia Federico Ubaldo, unico erede del Duca d'Urbino, Francesco Maria II della Rovere, il quale il 20 dicembre 1624, rassegnato all'estinzione della casata, sottoscrisse la devoluzione di tutti i feudi rovereschi al papa Urbano VIII. Il papa allora assegnò Gessi al territorio come amministratore e governatore apostolico fino al 1627, mentre il nipote del papa, Taddeo Barberini, prese il controllo delle entrate del ducato. Il territorio fu infine annesso negli stati pontifici.
Prima di nominarlo governatore, papa Urbano lo elevò a cardinale il 19 gennaio 1626 e lo nominò cardinale-prete della Basilica di Sant'Agostino dell'anno successivo. È rimasto tra una stretta cerchia di sostenitori che regolarmente cenava con il papa, nonostante sia ricordato per il suo temperamento "piuttosto cupo".
Nel 1633 fu nominato prefetto del Tribunale della Segnatura Apostolica di giustizia e ha servito come Camerlengo del Sacro Collegio dei Cardinali dal gennaio del 1639 fino alla sua morte, avvenuta tre mesi più tardi. Fu sepolto presso la chiesa di Santa Maria sopra Minerva.

## Genealogia episcopale
La genealogia episcopale è:
- Cardinale Domenico Pinelli
- Cardinale Antonio Maria Sauli
- Cardinale Berlinghiero Gessi